# Nothoscordum rigidiscapum
Nothoscordum rigidiscapum är en amaryllisväxtart som beskrevs av Pierfelice Ravenna. Nothoscordum rigidiscapum ingår i släktet vaniljlökar, och familjen amaryllisväxter. Inga underarter finns listade i Catalogue of Life.